# Syrrusis
Syrrusis là một chi bướm đêm thuộc họ Noctuidae.

## Loài
- Syrrusis ethiopica (Hampson, 1907)
- Syrrusis milloti (Viette, 1972)
- Syrrusis monticola (Viette, 1959)
- Syrrusis notabilis (Butler, 1879)
- Syrrusis pictura (Saalmüller, 1891)
- Syrrusis vau (Berio, 1955)